# Григорій Вієру
Григорій Вієру (рум. Grigore Vieru; 14 лютого 1935, Перерита — 18 січня 2009, Кишинів) — молдовський поет, класик молдовської літератури.

## Життєпис
Григорій Вієру народився 14 лютого 1935 року в селі Перерита Бричанського району.
Свою першу книгу — збірку для дітей «Alarma» («Тривога») — він випустив в 1957 році. Поезія Вієру були видана в 26 збірках за радянських часів. Вієру був лауреатом Республіканської премії комсомолу Молдовії ім. Б. Главана в 1967 році, Державної премії Молдовської РСР в 1978-му.
Багато молдовських композиторів надихалися поезією Григорія Вієру («Poftim de intraţi», «Cine crede» та ін.). Григорій Вієру сам є автором мелодій пісень для дітей («Să creşti mare» та ін.), але найбільш результативним було його співробітництво з композитором Юлією Цибульською («Soare, soare», «Clopoţeii», «Stea-stea, logostea», «Ramule-neamule», «Cîntînd cu iubire» та ін.).
Був депутатом Верховної ради СРСР і молдовського парламенту.
Загинув внаслідок дорожньої аварії 16 січня 2009. День похорон президент Молдови Володимир Воронін оголосив днем жалоби.

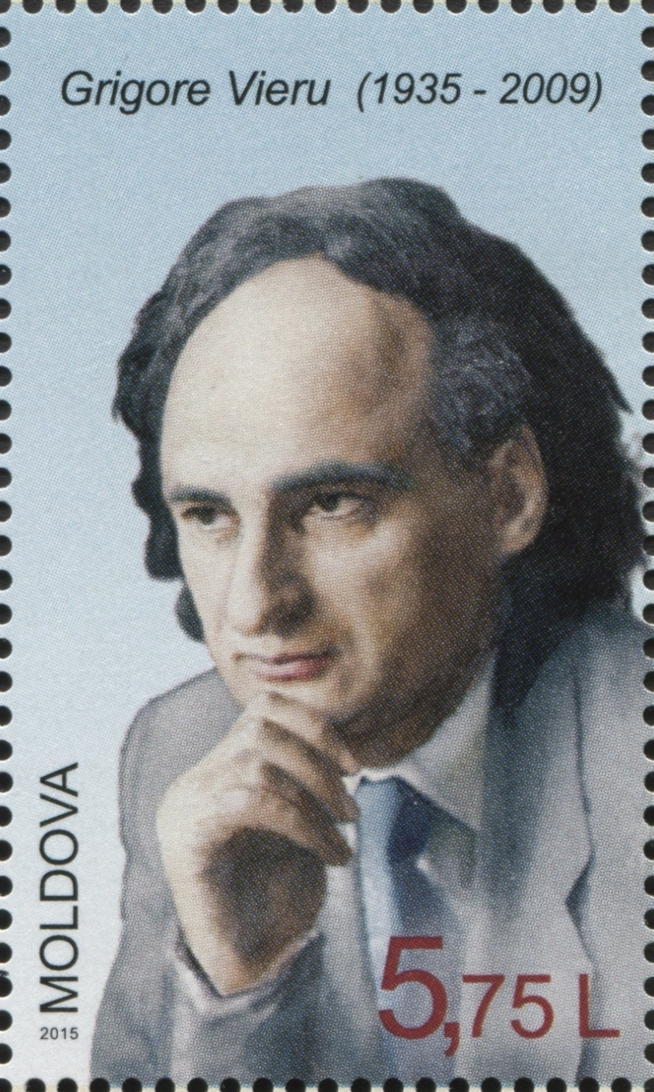
Поштова марка Молдови, 2015 р.
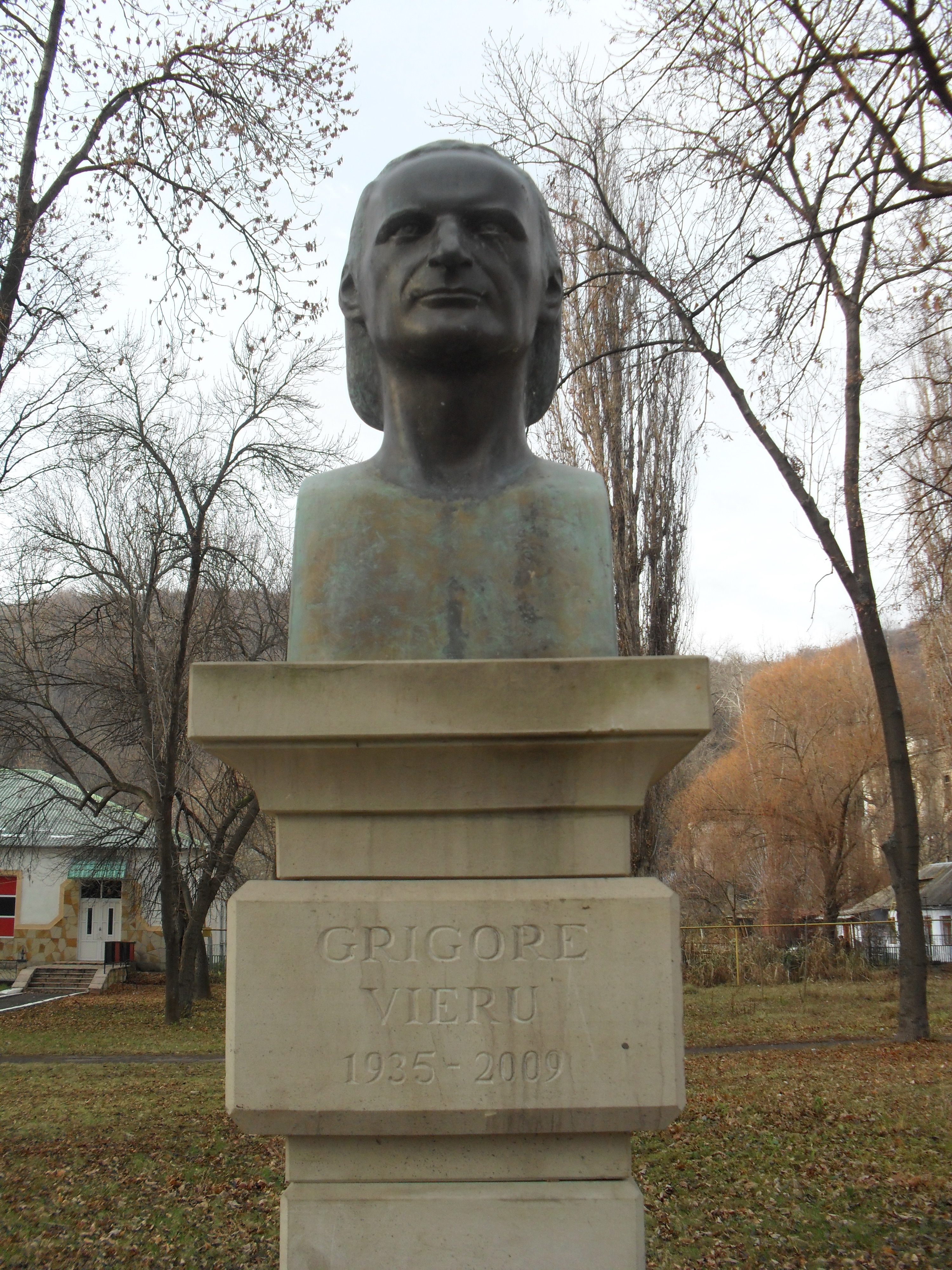
Погруддя Вієру в парку м. Сороки